# Advokatfirman Wagnsson
Advokatfirman Wagnsson grundades i Katrineholm 1975 av advokaterna Björn Wagnsson och Mats Sommestad. De hade lärt känna varandra under 1960-talet i Katrineholm. I början av 1970-talet kom både Wagnsson och Sommestad att arbeta på Juristhuset som drevs av Henning Sjöström.
På Juristhuset hade Björn Wagnsson kommit i kontakt med idrottsjuridiken. Wagnsson blev den förste svenske advokaten att biträda hockeystjärnor från Sverige som ville spela i NHL. Börje Salming och Inge Hammarström blev de första klienterna när han 1973 hjälpte dem skriva kontrakt med Toronto Maple Leafs.
Björn Wagnsson fick fler NHL-proffs att ta hand om. Tillsammans med vännen och kollegan Mats Sommestad startades Advokatfirman Björn Wagnsson vilket ändrades till Advokaterna Wagnsson & Sommestad när Mats Sommestad blev advokat. Senare bolagiserades firman under namnet Advokatfirman Wagnsson.
Valet av etableringsort blev Katrineholm. År 1977 kunde man sedan flytta in i ett större kontor där byrån finns kvar än i dag. År 1975 hade också ett mottagningskontor öppnats i Stockholm.
Från början bestod advokatfirman av Björn Wagnsson och Mats Sommestad. Snart kom advokat Bo Johansson med liksom Marie-Louise Wagnsson. Advokat Peter Nilsson kom också till advokatfirman. Han bodde i Sigtuna och öppnade ett kontor i Arlandastad med tre advokater. Wagnsson & Sommestad startade också kontor i Nyköping med fyra advokater plus biträdande jurister. Martin Klette kom 1995, flyttade sedan upp till Stockholm och därmed hade advokatfirman fyra kontor. När Björn Wagnsson gick bort 1999 knoppades idrottsverksamheten av till Klette under namnet Wagnsson Sports & Entertainment.
Advokatfirman Wagnsson har i dag kontor i Katrineholm, Nyköping och Norrköping. Kompetensområden är affärsjuridik med inriktning på avtalsrätt och bolagsrätt, företagsrelaterad juridik, IT-rätt, offentlig upphandling, internationell avtalsrätt, entreprenadjuridik, fastighetsrätt, tvistemål, skattejuridik/skatteprocesser samt eko-brottmål.